# Euskadiko Ezkerra
Euskadiko Ezkerra (dal basco: Sinistra Basca) è stato un partito politico spagnolo, operativo nei Paesi Baschi, di orientamento socialista e indipendentista.
Fondato nel 1977, nel 1993 si è fuso con la sezione basca del Partito Socialista Operaio Spagnolo, dando luogo al Partito Socialista dei Paesi Baschi-Euskadiko Ezkerra (PSE-EE).

## Risultati
| Elezione      | Voti    | %    | Seggi   |
| ------------- | ------- | ---- | ------- |
| Generali 1977 | 61.417  | 0,34 | 1 / 350 |
| Generali 1979 | 85.677  | 0,48 | 1 / 350 |
| Generali 1982 | 100.326 | 0,48 | 1 / 350 |
| Generali 1986 | 107.053 | 0,53 | 2 / 350 |
| Europee 1987  | 226.570 | 1,18 | 1 / 60  |
| Europee 1989  | 105.238 | 0,51 | 2 / 64  |
| Generali 1989 | 290.286 | 1,83 | 1 / 350 |
| Generali 1993 | 129.293 | 0,55 | 1 / 350 |
| 1. 2.         |         |      |         |